# Dadeus Grings

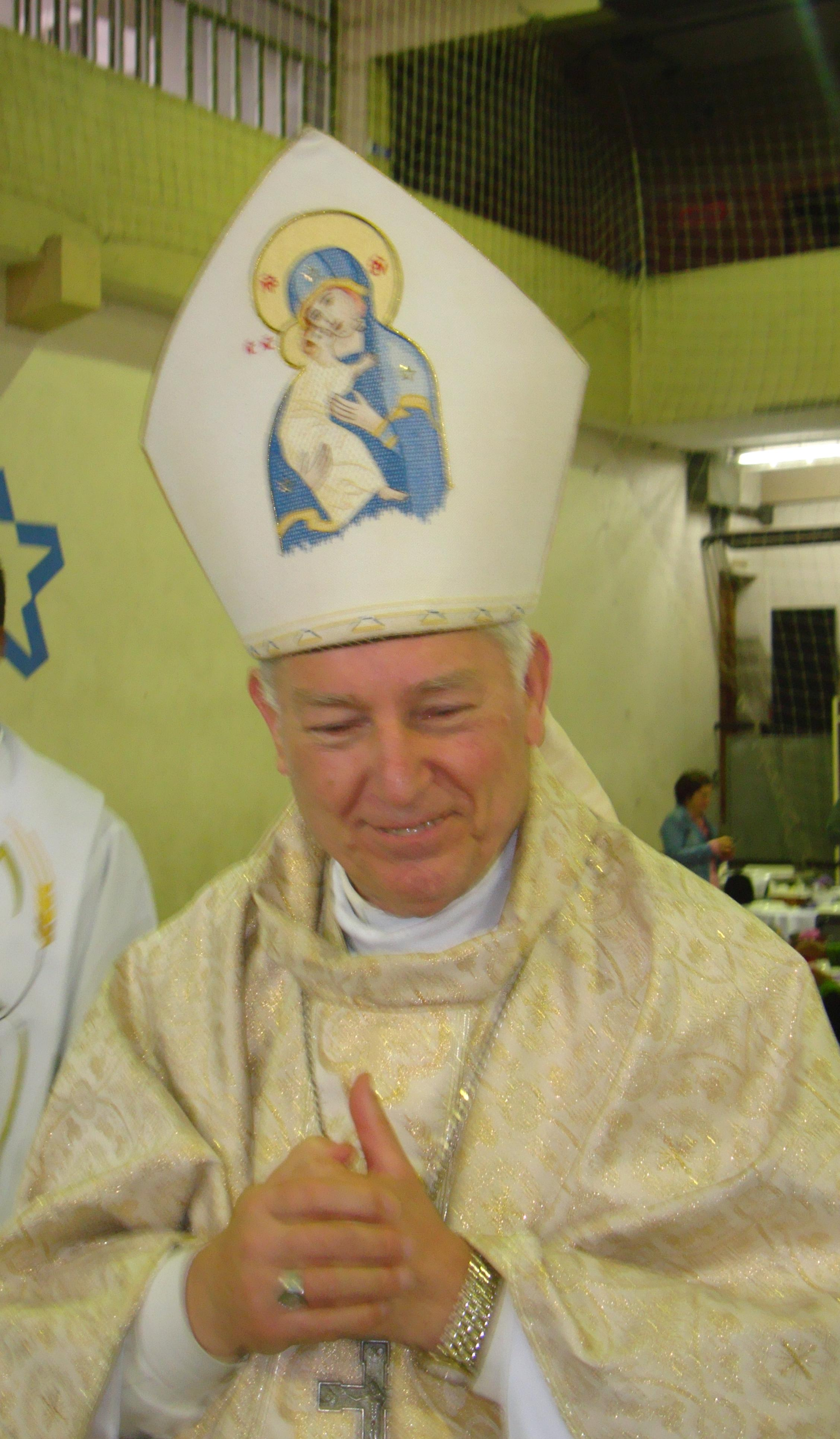
Erzbischof Dadeus Grings (2009)

Dadeus Grings (* 7. September 1936 in Nova Petrópolis, Rio Grande do Sul) ist ein brasilianischer Geistlicher und emeritierter römisch-katholischer Erzbischof von Porto Alegre.

## Leben
Nach seiner Schulzeit in Brasilien studierte Grings Katholische Theologie. Am 23. Dezember 1961 empfing er das Sakrament der Priesterweihe durch Kurienerzbischof Antonio Samorè.
Am 23. Januar 1991 ernannte ihn Papst Johannes Paul II. zum Bischof von São João da Boa Vista. Die Bischofsweihe spendete ihm sein Vorgänger, Bischof Tomás Vaquero, am 15. März desselben Jahres. Mitkonsekratoren waren der Alterzbischof von Porto Alegre, Alfredo Vicente Kardinal Scherer, und der Bischof von Santa Cruz do Sul, Aloísio Sinésio Bohn.
Am 12. April 2000 wurde er zum Koadjutorerzbischof von Porto Alegre ernannt. Mit dem Rücktritt des Erzbischofs von Porto Alegre, Altamiro Rossato CSsR, am 7. Februar 2001 trat er dessen Nachfolge an.
Am 18. September 2013 nahm Papst Franziskus seinen altersbedingten Rücktritt an.
Neben seiner bischöflichen Tätigkeit trat er als Autor theologischer Bücher in Erscheinung.

## Werke (Auswahl)
- 2003: A vida humana plena
- 2003: Sociedade do Futuro: entre o limite e a esperança
- 2004: A Evangelização da Cidade: O Apostolado Urbano
- 2004: Meu colóquio com Deus I: A teologia dogmática orante
- 2006: Meu colóquio com Deus II: A teologia moral rezada
- 2008: Meu colóquio com Deus III: Liturgia
- 2009: Promoção Humana